# 喜入克
喜入 克（きいれ かつみ、1963年 - ）は、東京都都立高等学校教諭（国語）。
東京都生まれ。立命館大学文学部卒。1988年から都立高校の教師となる。２０１２年～２０１８年まで都立高校の副校長、２０１９年から都立高校の現場の教師に戻った。
「プロ教師の会」（埼玉教育塾）の会員。都立高校の現場から、教育の思想を考える。教育の謎や複雑さをミニコミ誌「空色」で語る。
ブログ「喜入克の教育論『空色』」
フェイスブックページ「喜入克の教育論『空色』」

## 著書
- 「高校が崩壊する」（革思社 1999年）
- 「それでもまだ生徒を教育できるのか？」（洋泉社 2002年）
- 「教育改革」は改革か（PHP研究所）
- 「叱らない教師、逃げる生徒―この先にニートが待っている」（扶桑社 2005年）
- 『教育大混乱』（洋泉社新書、プロ教師の会メンバーとの共著 2007年）

- 『教師の仕事がブラック化する本当の理由』（草思社 2021年）草思社文庫で再刊（2023年6月）

「生徒の命を守る」「生徒の主体性を尊重する」「アクティブ・ラーニング」など、世間ではだれも反対できないような「正論」が、幅を利かせている。そして、それは、教育行政や学校管理職、さらには現場の教師たちにも影響を与えて、学校教育を追い詰めている。
本書では、現場での悪循環をもたらす六つの「正論」を取り上げて、その現状と解決策を、現場の教師の立場から訴えている。
例えば、「私は傷つきました」と言えば、それはオールマイティで、誰も反対することができない。また、「生徒が壊れてしまう」ことを恐れる教師、保護者、教育管理職は、「学校の当たり前」を、どんどん壊していく。また、例えば、子供や保護者は教師に向かって、「教師なんだからそれぐらいのことはやってよ」と要求する。それは、教師を「自分にとって都合のよいドラえもん」のように考えるから出てくる要求で、そこでは教育は成り立たない。
この本では、都立高校で三十年に及ぶ教師体験を持つ現役教師が、学校の現状を深く「分析」することにより、学校の現状がよく理解できるようになるとともに、学校以外の現代の社会を考えるための「ヒント」も、与えられることだろう。
すなわち、「動物化する人間の命の問題」、「ポリティカル・コレクトネス」、「日本型の消費社会」、「清潔な社会で拡大する不自由」等々である。教育の現場で起きていることは、そういう意味でも、現在の日本社会の縮図そのものである。